# Рики Бандерас
Гилберт Косме Рамирес (род. 25 мая 1975, Баямон, Пуэрто-Рико) — профессиональный рестлер из Пуэрто-Рико, в настоящее время подписавший контракт с WWE, выступающий в его промоушене Lucha Libre AAA Worldwide, более известный под псевдонимами Эль Месиас, Мил Муэртес, Рики Бандерас и Кинг Муэртес .
Косме начал свою карьеру в Международной ассоциации реслинга, базирующейся в Пуэрто-Рико. Выступая в компании, он пять раз выигрывал титул чемпиона мира IWA(Инди ассоциации реслинга) в тяжелом весе и пятнадцать раз становился обладателем титулов второстепенных чемпионов, прежде чем покинуть компанию в 2006 году. 12 марта 2006 года он дебютировал в Lucha Libre AAA Worldwide (AAA), мексиканском промоушене, в качестве персонажа по имени Muerte Cibernetica и был вовлечён в сюжетную линию, где этот персонаж был «убит». В ноябре 2006 года Косме принял участие в записях телесериала Wrestling Society X, где он стал вторым и последним рестлером, выигравшим чемпионат WSX .
После месяца выступлений в Международной ассоциации рестлинга Косме вернулся в ААА для участия в специальном мероприятии, организованном компанией, на этот раз под псевдонимом Эль Месиас. В сентябре 2007 года кампания организовала объединительный турнир, в котором приняли участие все чемпионы и первые претенденты. В ходе турнира он выиграл титулы чемпиона GPCW Super-X Monster и чемпиона мира IWC в тяжелом весе, а в финале турнира стал первым борцом, завоевавшим титул чемпиона AAA Mega . Работая в Мексике, Косме подписал контракт с Total Nonstop Action Wrestling (TNA), где он дебютировал под именем Иуда Месиас 13 сентября 2007 года. В марте 2008 года его сотрудничество с TNA закончилось, и большую своего часть времени он сосредоточил на AAA. В 2010 году Косме дебютировал в пуэрториканском World Wrestling Council, где выиграл чемпионат мира в супертяжелом весе. Он также боролся в Луче Андеграунд под псевдонимом Мил Муэртес.
Помимо работы в этих промоушенах, Косме представлял Пуэрто-Рико в составе сборной Остального мира на чемпионате мира по борьбе Lucha Libre 2015 года и был капитаном сборной «International» на чемпионате мира по реслингу 2013 года.